# Raw and Rare
Albums de The Von Bondies
Lack of Communication
(2001) Pawn Shoppe Heart
(2004)
Raw and Rare est un album du groupe américain de garage rock The Von Bondies, publié en 2003, par Dim Mak Records. Il contient principalement des enregistrements de sessions à la BBC.

## Liste des chansons
Toutes les chansons sont écrites et composées par Jason Stollsteimer.
| No  | Titre                                | Durée |
| --- | ------------------------------------ | ----- |
| 1.  | Lack of Communication                | 3:31  |
| 2.  | Nite Train                           | 3:23  |
| 3.  | Sound of Terror                      | 3:20  |
| 4.  | (Cassie) Going Down (On Marcie)      | 2:03  |
| 5.  | It Came from Japan                   | 2:07  |
| 6.  | My Baby's Cryin'                     | 2:31  |
| 7.  | Cryin'                               | 1:58  |
| 8.  | R & R Nurse (Yarber)                 | 5:13  |
| 9.  | Please Please Man                    | 1:59  |
| 10. | Vacant as a Ghost                    | 2:18  |
| 11. | Save My Life                         | 2:44  |
| 12. | Cryin'                               | 1:53  |
| 13. | Take a Heart (Sorrows, Stollsteimer) | 8:12  |
| 14. | Unknown                              | 2:53  |
| 15. | It Came from Japan                   | 2:32  |